# Cantó de Nantes-1
El cantó de Nantes-1 (bretó Kanton Naoned-1) és una divisió administrativa francesa situat al departament de Loira Atlàntic a la regió de Loira Atlàntic, però que històricament ha format part de Bretanya.

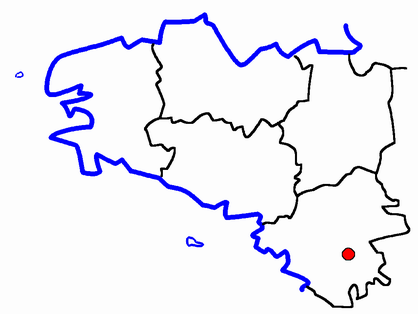
Situació del cantó

## Composició
El cantó aplega els quartiers de Centre-Vila de la comuna de Nantes:

## Història
| Data d'elecció                           | Identitat         | Partit  | Qualitat |
| ---------------------------------------- | ----------------- | ------- | -------- |
| 1979-2004                                | Monique Papon     | UDF-UMP |          |
| 2004-                                    | Fabienne Padovani | PS      |          |
| les dades anteriors no són pas conegudes |                   |         |          |
|                                          |                   |         |          |